# NGC 1769
NGC 1769 (другое обозначение — ESO 85-EN23) — звёздная ассоциация в созвездии Золотой Рыбы, расположенная в Большом Магеллановом Облаке. Открыто Джеймсом Данлопом в 1826 году. Описание Дрейера: «яркий, крупный объект неправильной округлой формы, сильно более яркий в середине, центр выглядит как двойная звезда 10-й величины». 
К NGC 1769 также относится соответствующая область звездообразования — газовое облако, которое довольно сильно ионизовано яркими звёздами ассоциации; возраст самой ассоциации составляет менее 5 миллионов лет.
Этот объект входит в число перечисленных в оригинальной редакции «Нового общего каталога».